# (45) Eugénie
Pour les articles homonymes, voir Eugénie.
(45) Eugénie (désignation internationale (45) Eugenia) est un astéroïde de la ceinture principale découvert par Hermann Goldschmidt le 27 juin 1857. Cet astéroïde a été nommé en l'honneur d'Eugénie, épouse de Napoléon III et impératrice des Français. Il est connu pour avoir été un des premiers astéroïdes autour desquels un satellite a été découvert et pour être le deuxième astéroïde triple connu.

## Satellites
Eugénie possède deux satellites confirmés, le premier découvert en 1998 et le second en 2004.

### Petit-Prince
Le plus gros satellite d'Eugénie est Petit-Prince, officiellement nommé (45) Eugénie I Petit-Prince. Son diamètre est d'environ 13 kilomètres et il orbite à 1 190 km de son primaire en 5 jours. Ce satellite a été nommé en l'honneur du fils de l'impératrice Eugénie, le prince impérial Louis Napoléon.
Ce nom fait également allusion au Petit Prince de Saint-Exupéry.

### S/2004 (45) 1
Eugénie possède également un second satellite, S/2004 (45) 1. Celui-ci est plus petit que Petit-Prince, d'un diamètre de seulement 6 kilomètres, mais orbite plus près de son primaire. Il a été découvert à partir de trois images obtenues en février 2004 à l'Observatoire européen austral (ESO) au Cerro Paranal, au Chili. La découverte a été annoncée dans l'IAUC 8817, le 7 mars 2007, par Franck Marchis et ses collaborateurs de l'IMCCE.

## Compléments